# Boisseron
Boisseron (okzitanisch gleichlautend) ist eine französische Gemeinde mit 2.178 Einwohnern (Stand: 1. Januar 2022) im Département Hérault in der Region Okzitanien. Sie gehört zum Arrondissement Montpellier und ist Mitglied im Gemeindeverband Lunel Agglo. Die Einwohner werden Boisseronnais und Boisseronnaises genannt.

## Geografie

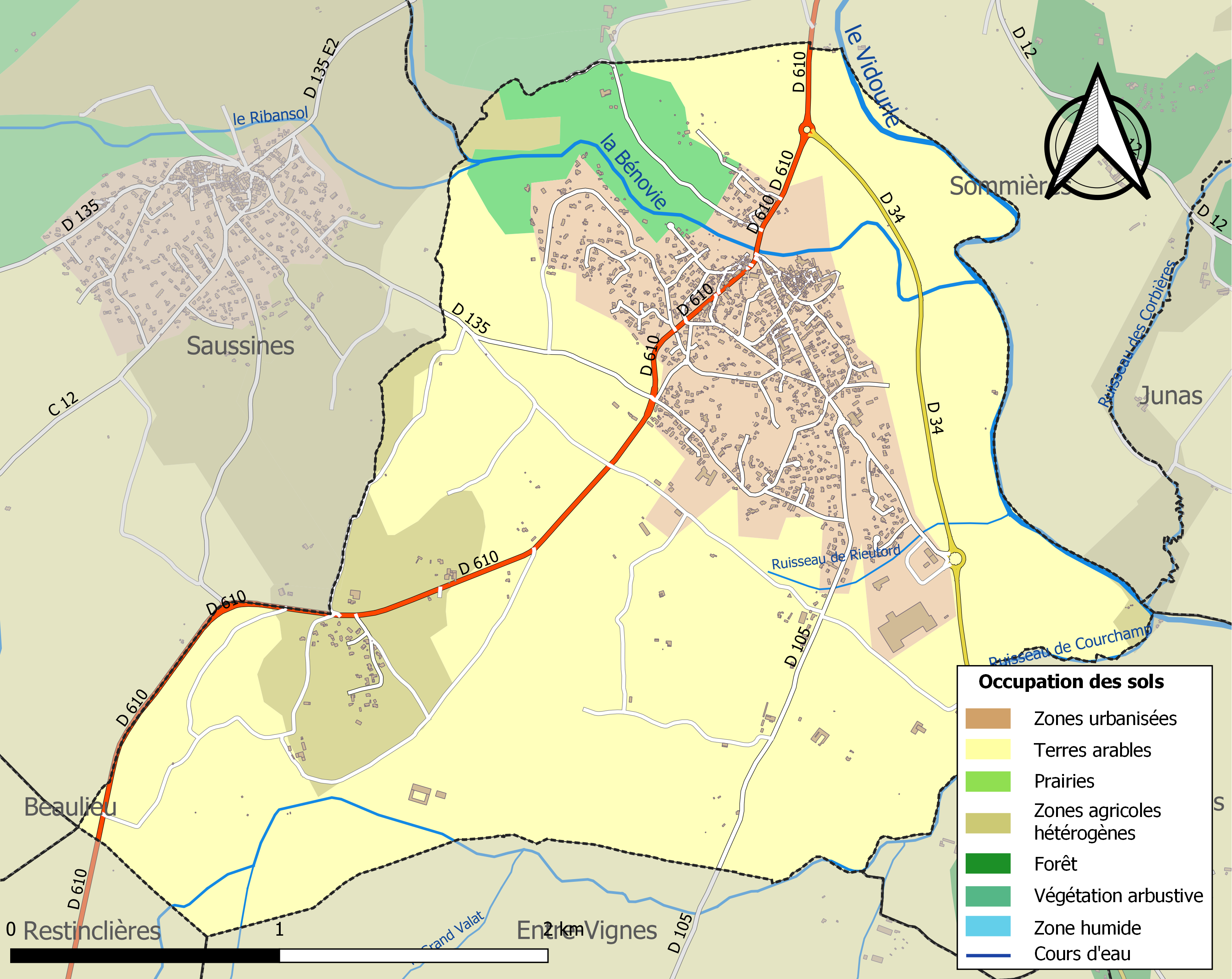
Bodennutzung, Hydrografie und Infrastruktur der Gemeinde (2018)

Boisseron liegt am östlichen Rand des Départements an der Grenze zum benachbarten Département Gard, etwa 23 Kilometer ostnordöstlich von Montpellier und etwa 24 Kilometer westsüdwestlich von Nîmes am Fluss Bénovie, der hier in den Küstenfluss Vidourle mündet, der wiederum die östliche Gemeindegrenze bildet. Ebenso wird Boisseron vom Ribansol, vom Ruisseau de Courchamp und zwei kleineren Bächen entwässert.
Das Gebiet von Boisseron ist Teil des insgesamt 209 Hektar großen, im Jahre 2017 ins Leben gerufenen Natura 2000-Schutzgebiets „Le Vidourle“ (FR9101391) und von vier ZNIEFF-Naturzonen. Über drei Viertel der Fläche der Gemeinde werden landwirtschaftlich genutzt.
Umgeben wird Boisseron von den Nachbargemeinden Sommières (Département Gard) im Norden und Nordosten, Junas  (Département Gard) im Osten, Saint-Sériès im Südosten, Entre-Vignes mit Saint-Christol im Süden, Restinclières und Beaulieu im Südwesten sowie Saussines im Westen.

## Geschichte
Die Römer wussten das Gebiet zu schätzen. Spuren ihrer Besetzung finden sich an der römischen Brücke, deren alter Teil auf der Parkseite des Schlosses beim Überqueren der Fußgängerbrücke sichtbar ist, sowie an den Namen von Pachtgrundstücken. Unter diesen Meierhöfen müssen die Höfe Jubiargues und Puech Lion mit einem gallorömischen Grab aus dem 3. Jahrhundert und an die Siedlung aus derselben Zeit in Les Crozes in Betracht gezogen werden.
Der Name Boisseron (Buxedone) erscheint bereits 1159 in einer Urkunde der Vizegrafen von Nîmes und die Burg von Boisseron (Castri Boixezonis) wird im Kartell von Aniane in einem in dieser Burg erlassenen Gesetz von 1155–1160 erwähnt.
1222 wurde das Dorf während des Albigenserkreuzzugs vollständig zerstört. 1398, 1529, 1629 und 1640 wütete eine Pestepidemie. Von 1560 bis 1593 war das Dorf in die Hugenottenkriegen involviert. Nach Widerrufung des Edikts von Nantes 1685 kam es zu einem erneuten Ausbruch der Revolte und Massenkonvertierung der Protestanten.
Das Schloss befand sich bis zum 16. und 17. Jahrhundert im Besitz der Bermonds, Seigneurs von Sauve und Cailar, dann zu Beginn des 18. Jahrhunderts im Besitz von Gévaudan und Ende des 18. Jahrhunderts im Besitz von Le Sage d'Hauteroche d’Hultz. Diese letzte Familie erhielt 1757 die Erhöhung dieses Landes in eine Grafschaft. Dieselbe Familie stimmte unter dem Namen der Herren von Boisseron ab und nahm an der Konstituanten im Jahr 1789 in Montpellier teil.
Die Schreibweise von Boisseron hat sich im Laufe der Zeit geändert und umfasst Buxedone, Boixezonis, Boisedono, Boisazone und Bouisseron.

## Bevölkerungsentwicklung
| Boisseron: Einwohnerzahlen von 1793 bis 2020                                                                               | Boisseron: Einwohnerzahlen von 1793 bis 2020 | Boisseron: Einwohnerzahlen von 1793 bis 2020 | Boisseron: Einwohnerzahlen von 1793 bis 2020 | Boisseron: Einwohnerzahlen von 1793 bis 2020 |
| --- | -------------------------------------------- | -------------------------------------------- | -------------------------------------------- | -------------------------------------------- |
| Jahr |                                              |                                              |                                              | Einwohner                                    |
| 1793 | 1793                                         |                                              | 195                                          | 195                                          |
| 1800 | 1800                                         |                                              | 177                                          | 177                                          |
| 1806 | 1806                                         |                                              | 217                                          | 217                                          |
| 1821 | 1821                                         |                                              | 280                                          | 280                                          |
| 1831 | 1831                                         |                                              | 299                                          | 299                                          |
| 1836 | 1836                                         |                                              | 331                                          | 331                                          |
| 1841 | 1841                                         |                                              | 333                                          | 333                                          |
| 1846 | 1846                                         |                                              | 343                                          | 343                                          |
| 1851 | 1851                                         |                                              | 365                                          | 365                                          |
| 1856 | 1856                                         |                                              | 409                                          | 409                                          |
| 1861 | 1861                                         |                                              | 423                                          | 423                                          |
| 1866 | 1866                                         |                                              | 446                                          | 446                                          |
| 1872 | 1872                                         |                                              | 458                                          | 458                                          |
| 1876 | 1876                                         |                                              | 522                                          | 522                                          |
| 1881 | 1881                                         |                                              | 687                                          | 687                                          |
| 1886 | 1886                                         |                                              | 572                                          | 572                                          |
| 1891 | 1891                                         |                                              | 538                                          | 538                                          |
| 1896 | 1896                                         |                                              | 541                                          | 541                                          |
| 1901 | 1901                                         |                                              | 518                                          | 518                                          |
| 1906 | 1906                                         |                                              | 510                                          | 510                                          |
| 1911 | 1911                                         |                                              | 546                                          | 546                                          |
| 1921 | 1921                                         |                                              | 553                                          | 553                                          |
| 1926 | 1926                                         |                                              | 546                                          | 546                                          |
| 1931 | 1931                                         |                                              | 586                                          | 586                                          |
| 1936 | 1936                                         |                                              | 555                                          | 555                                          |
| 1946 | 1946                                         |                                              | 501                                          | 501                                          |
| 1954 | 1954                                         |                                              | 538                                          | 538                                          |
| 1962 | 1962                                         |                                              | 560                                          | 560                                          |
| 1968 | 1968                                         |                                              | 583                                          | 583                                          |
| 1975 | 1975                                         |                                              | 643                                          | 643                                          |
| 1982 | 1982                                         |                                              | 864                                          | 864                                          |
| 1990 | 1990                                         |                                              | 981                                          | 981                                          |
| 1999 | 1999                                         |                                              | 1.151                                        | 1.151                                        |
| 2006 | 2006                                         |                                              | 1.319                                        | 1.319                                        |
| 2013 | 2013                                         |                                              | 1.892                                        | 1.892                                        |
| 2020 | 2020                                         |                                              | 2.113                                        | 2.113                                        |
| Quelle(n): EHESS/Cassini bis 1999, INSEE ab 2006 Anmerkung(en): Ab 1962 offizielle Zahlen ohne Einwohner mit Zweitwohnsitz |                                              |                                              |                                              |                                              |

## Sehenswürdigkeiten
- Römische Brücke über den Bénovie aus dem ersten nachchristlichen Jahrhundert, seit 2008 als Monument historique klassifiziert
- Stadtmauer aus dem 12. und 13. Jahrhundert, befestigtes Stadttor seit 1995 als Monument historique eingeschrieben, gesamte Stadtmauer seit 2006
- Katholische Kirche Saint-Laurent aus dem 19. Jahrhundert
- Protestantische Kirche aus dem 19. Jahrhundert
- Rathaus aus dem 19. Jahrhundert
- Schloss Boisseron mit Ursprüngen aus dem 17. Jahrhundert

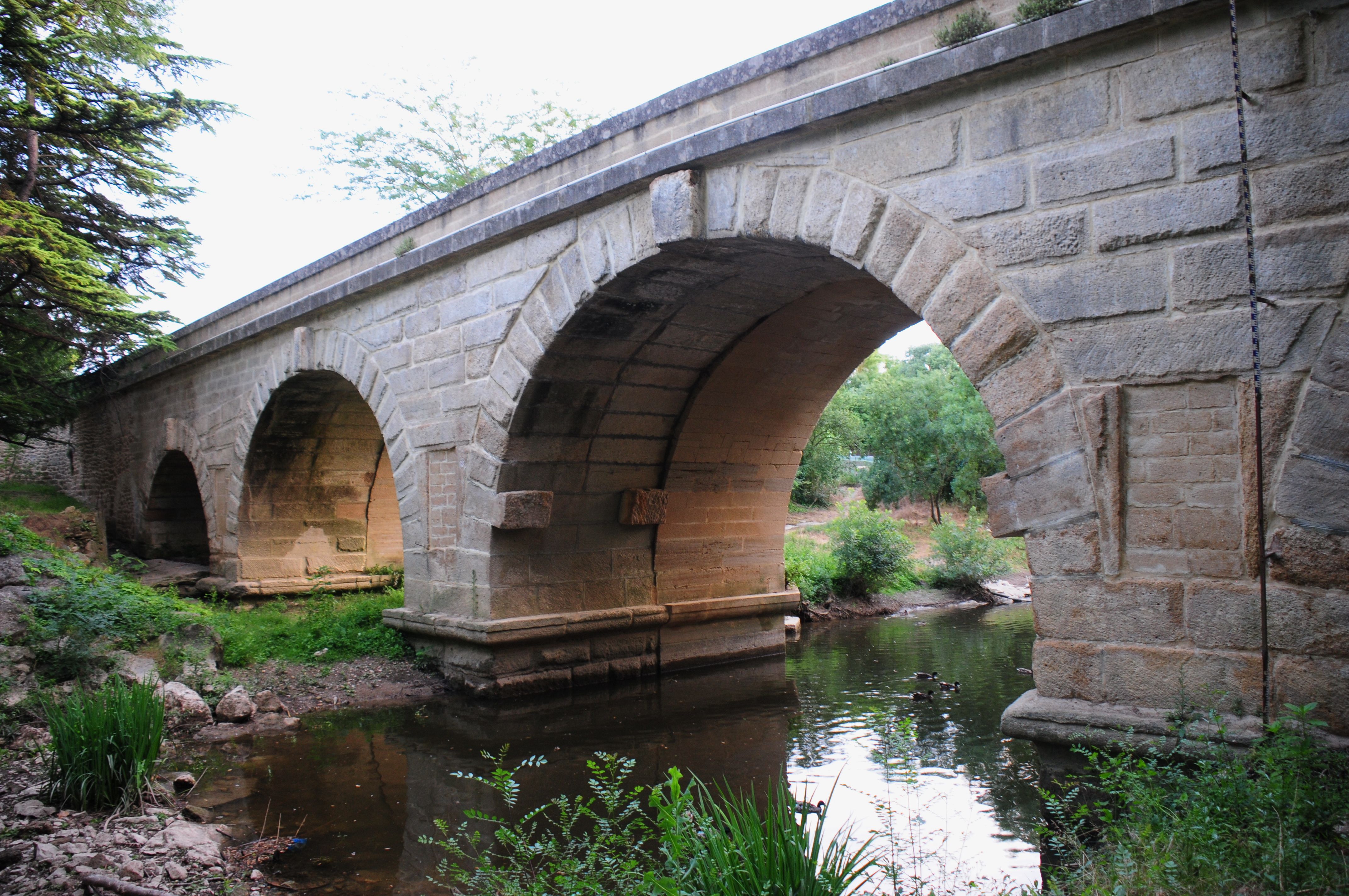
Römische Brücke
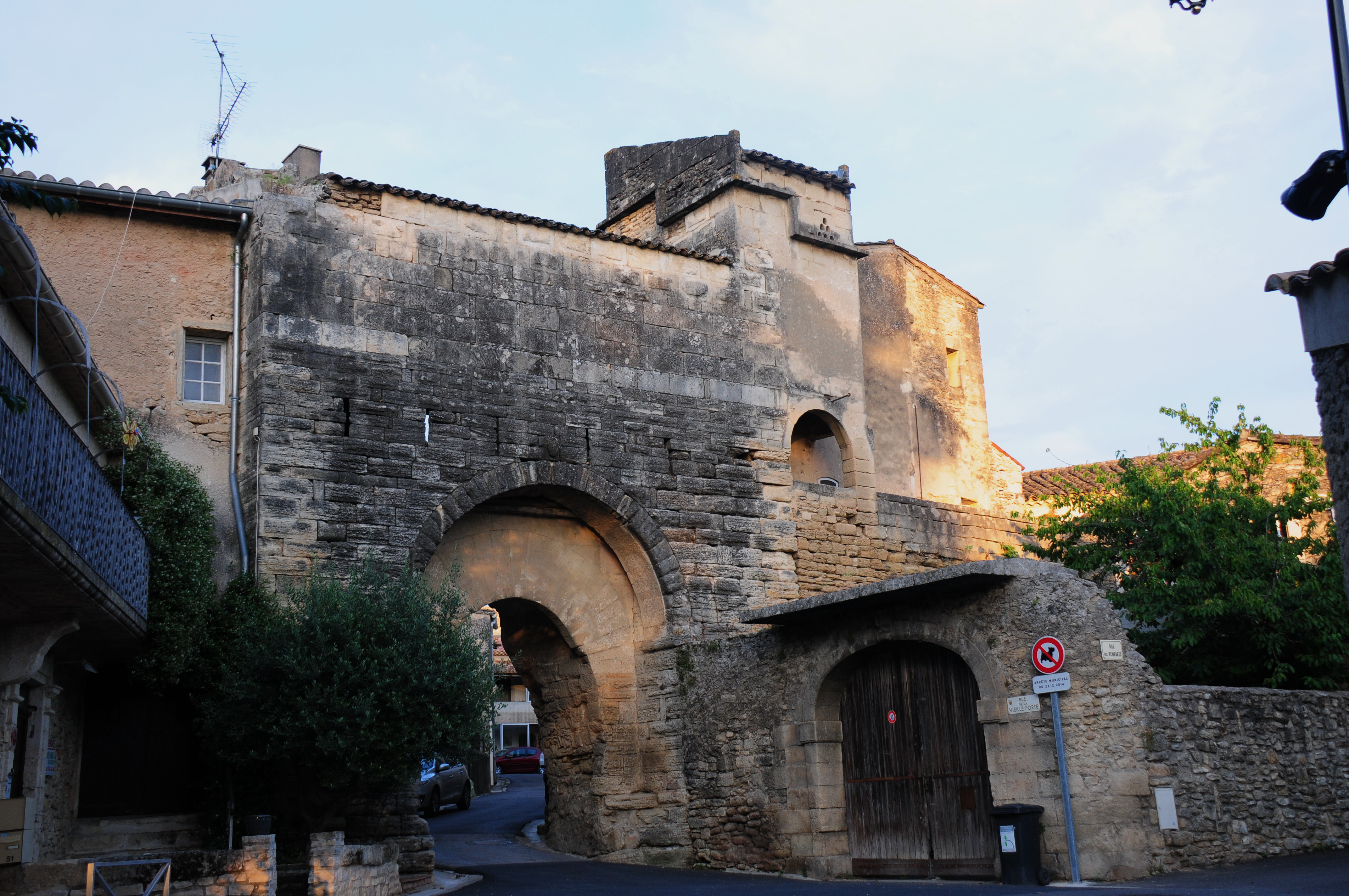
Mittelalterliches Stadttor
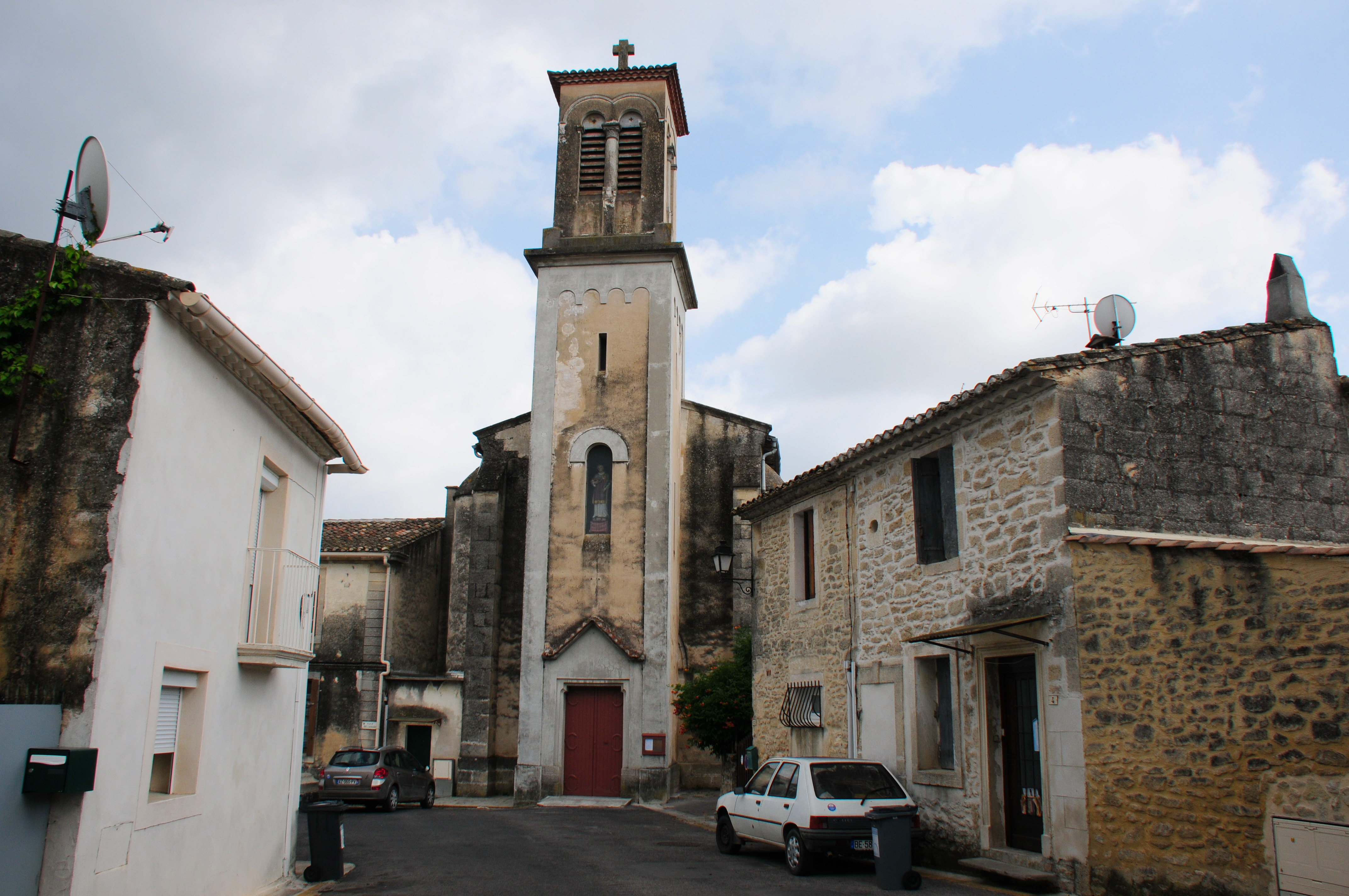
Kirche Saint-Laurent
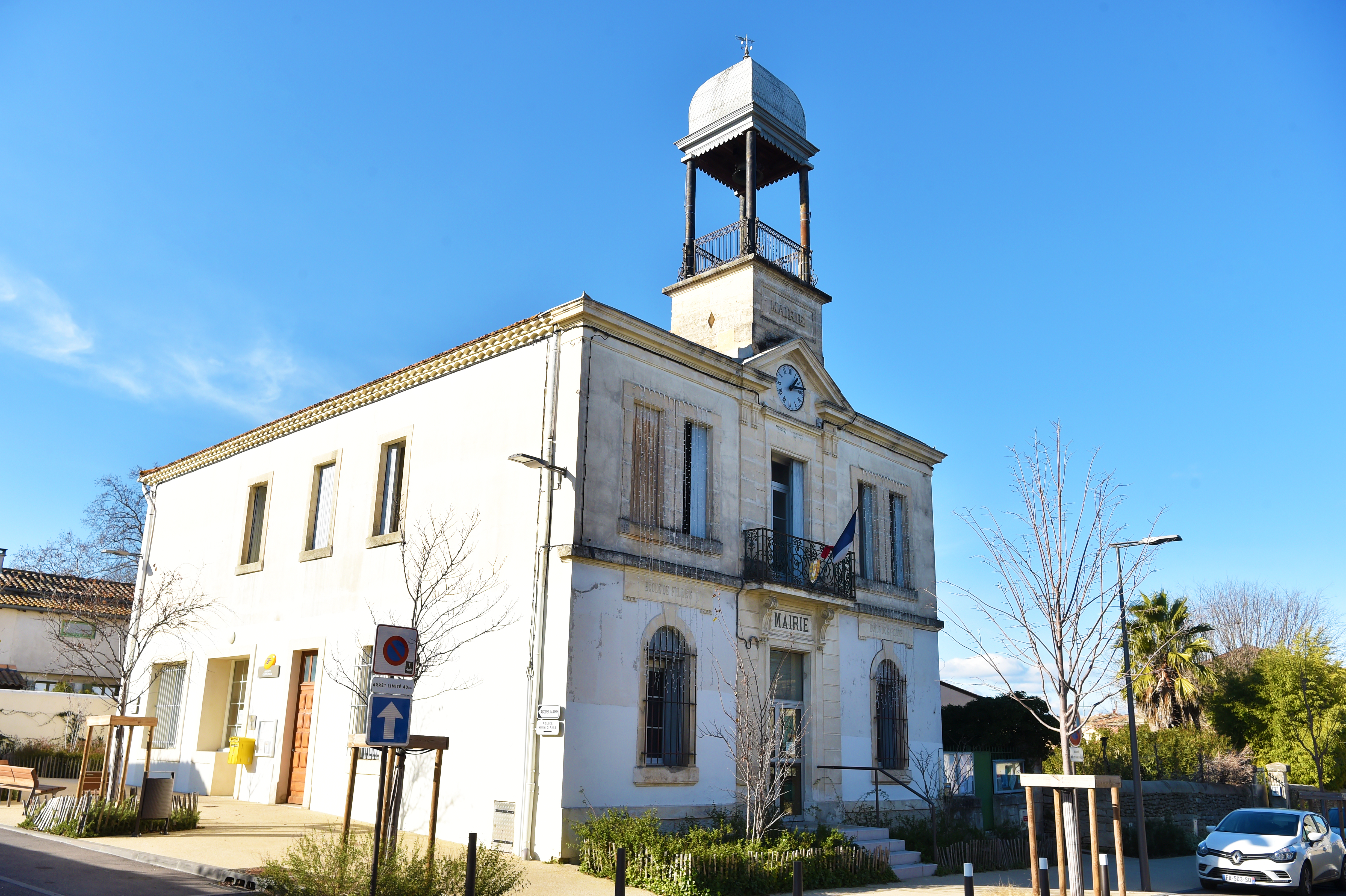
Mairie (Bürgermeisteramt)

## Verkehr
Die Departementsstraße 610, die ehemalige Route nationale 110, von Montpellier nach Alès durchquert die Gemeinde von Südwest nach Nordost. Die Departementsstraße 34 zweigt von ihr ab und verbindet Boisseron mit Lunel. Eine Buslinie der regionalen Transportgesellschaft liO verbindet die Gemeinde mit Sommières und mit Castelnau-le-Lez und dortigem Anschluss an das Straßenbahnnetz in Montpellier.